# Teófilo Paleólogo
Teófilo Paleólogo (en griego: Θεόφιλος Παλαιολόγος fallecido el 29 de mayo de 1453) fue un noble bizantino y primo del emperador Constantino XI Paleólogo. Luchó junto a él durante el asedio de Constantinopla en 1453. Defendió el área que rodea la puerta de Pegas. El 29 de mayo, los otomanos lanzaron varias oleadas de asaltos durante el ataque que debía decidir el destino de la ciudad. La tercera ola terminó perforando las líneas greco-latinas debilitadas por la herida fatal que recibió Giovanni Giustiniani, el jefe de las tropas genovesas en el sector de Mesoteiquion, el punto débil del muro constantinopolitano. Los soldados genoveses huyeron al ver a su líder herido, y los soldados bizantinos restantes no pudieron contener la marea otomana. Constantino acompañado de tres compañeros (Teófilo, Juan Dálmata y Francisco de Toledo) intentó reunir a los distintos defensores para impedir el paso de las tropas otomanas, pero eran demasiado numerosos. Desesperado, Teófilo Paleólogo se lanzó contra las tropas turcas que ingresaron a la ciudad y murió durante los últimos enfrentamientos con Juan, Constantino y Francisco de Toledo que lo siguieron en su desesperada carga. Según una de las correspondencias del papa Pío II, solo Teófilo y Juan Dálmata habrían cargado contra los turcos.